# Inn Paw Khon

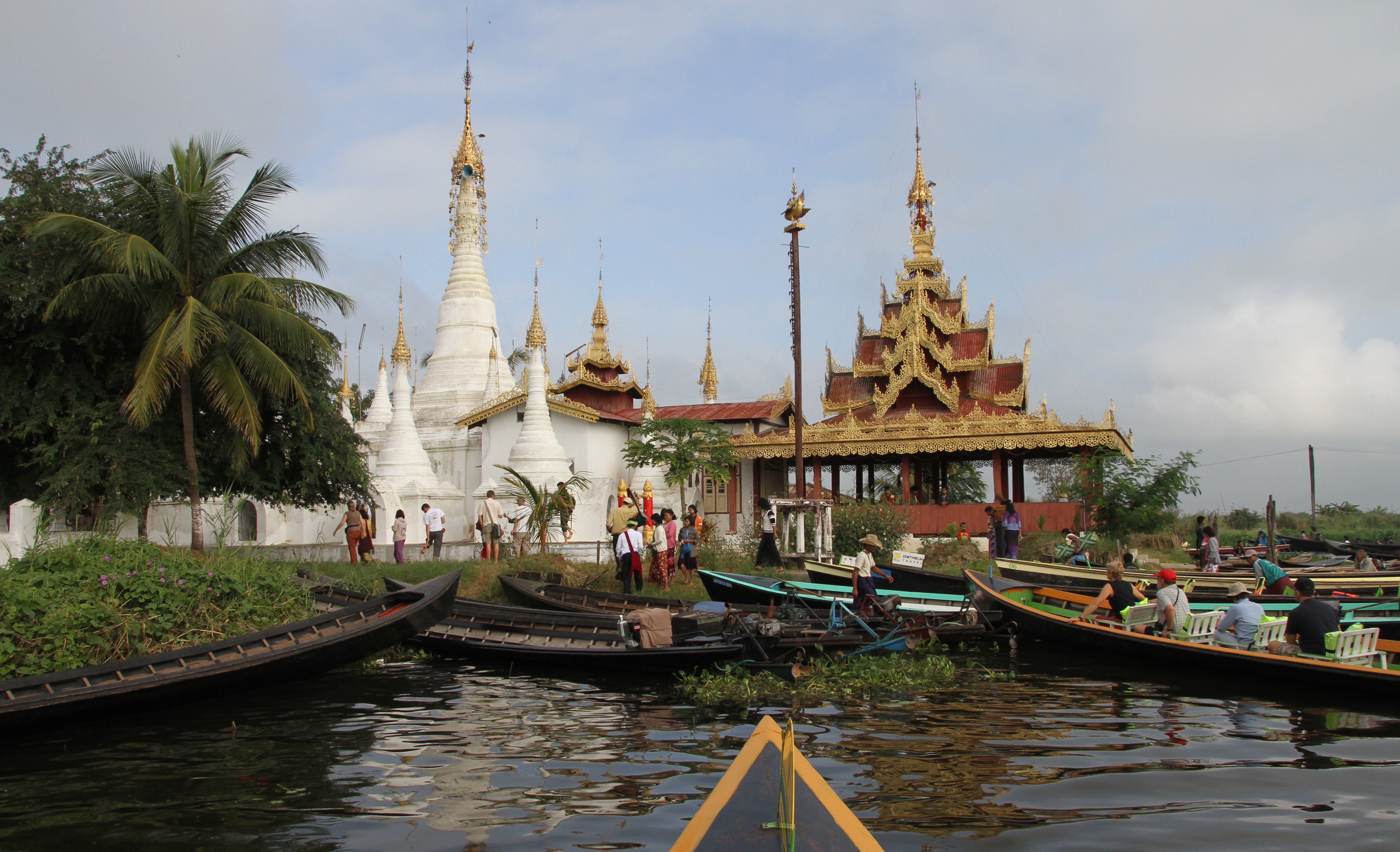
Inn-Paw-Khon-Pagode

Inn Paw Khon ist ein Dorf im Inle-See in Myanmar mit einer buddhistischen Tempelanlage.

## Beschreibung
Das Dorf liegt im südlichen Inle-See und ist bekannt für seine Seidenwebereien, die auch Web-Kurse für Besucher anbieten und die seltene Kunst der Lotus-Weberei pflegen.
Die Pagode des Dorfs ist eine der bedeutendsten am Inle-See und deshalb Station bei der alljährlich im September oder Oktober stattfindenden Schiffsprozession, bei der vier hochverehrte Buddha-Statuen auf der Königsbarke die wichtigsten Dörfer am und im See besuchen.

## Galerie

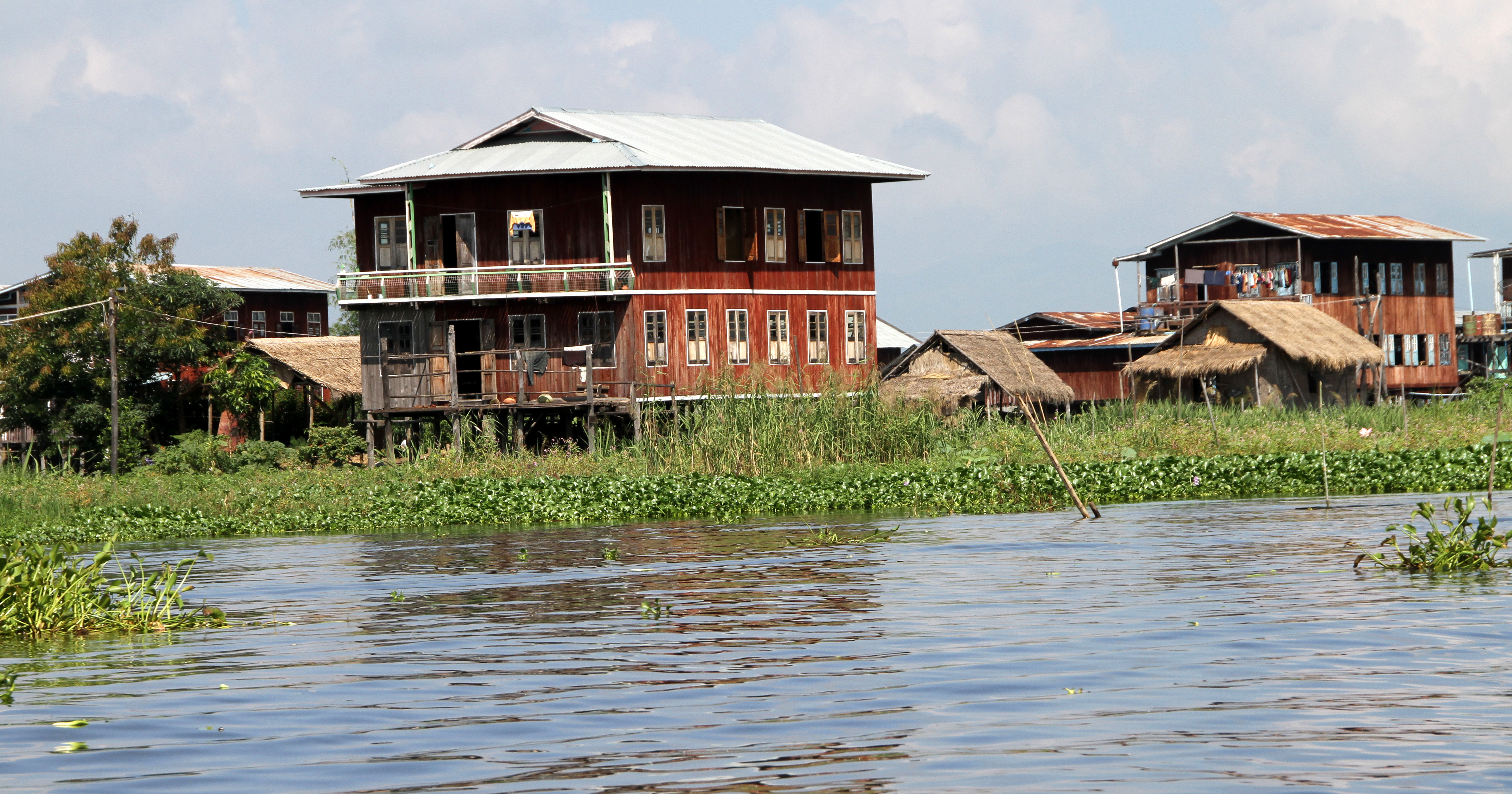
Weberei
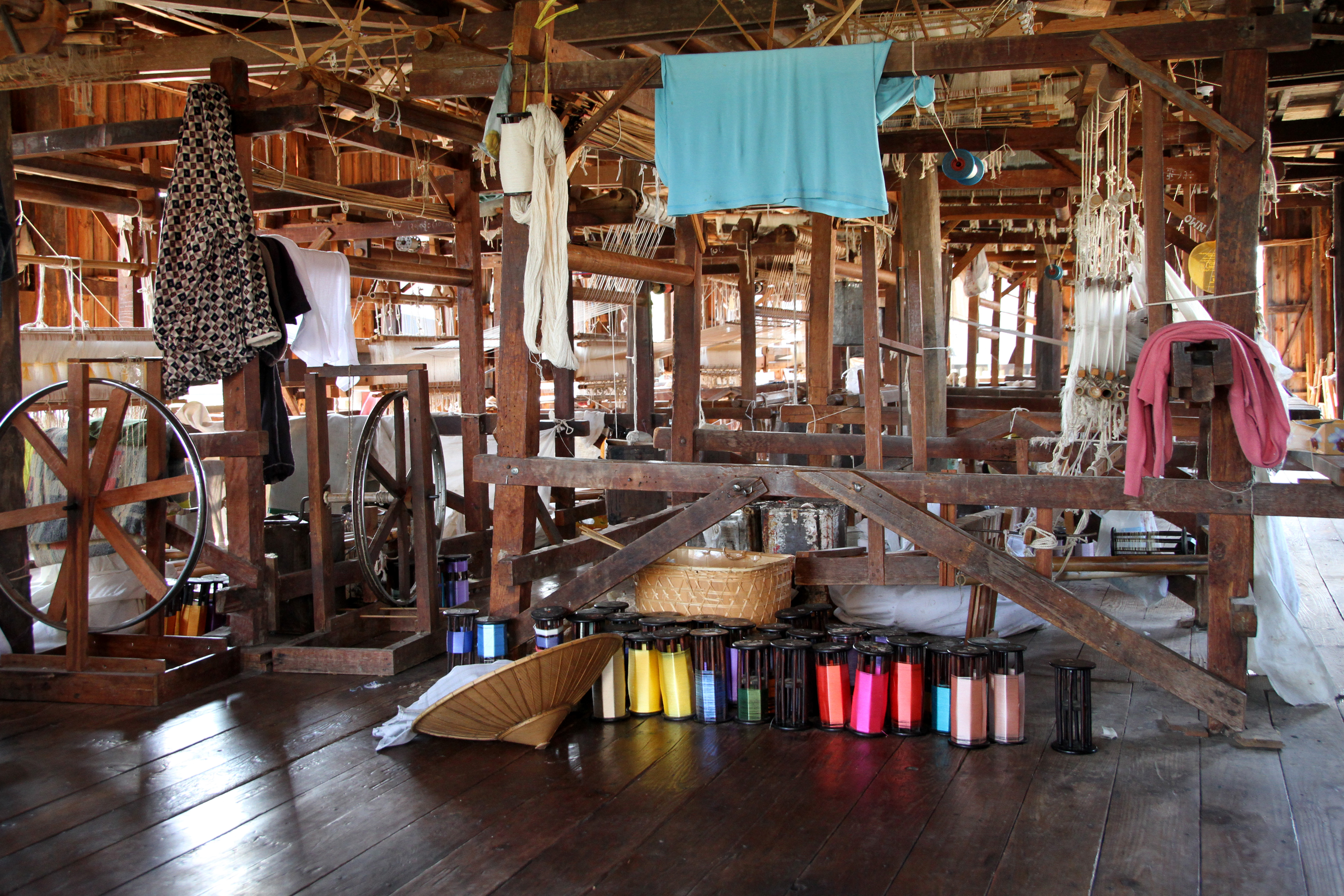
Webstuhl
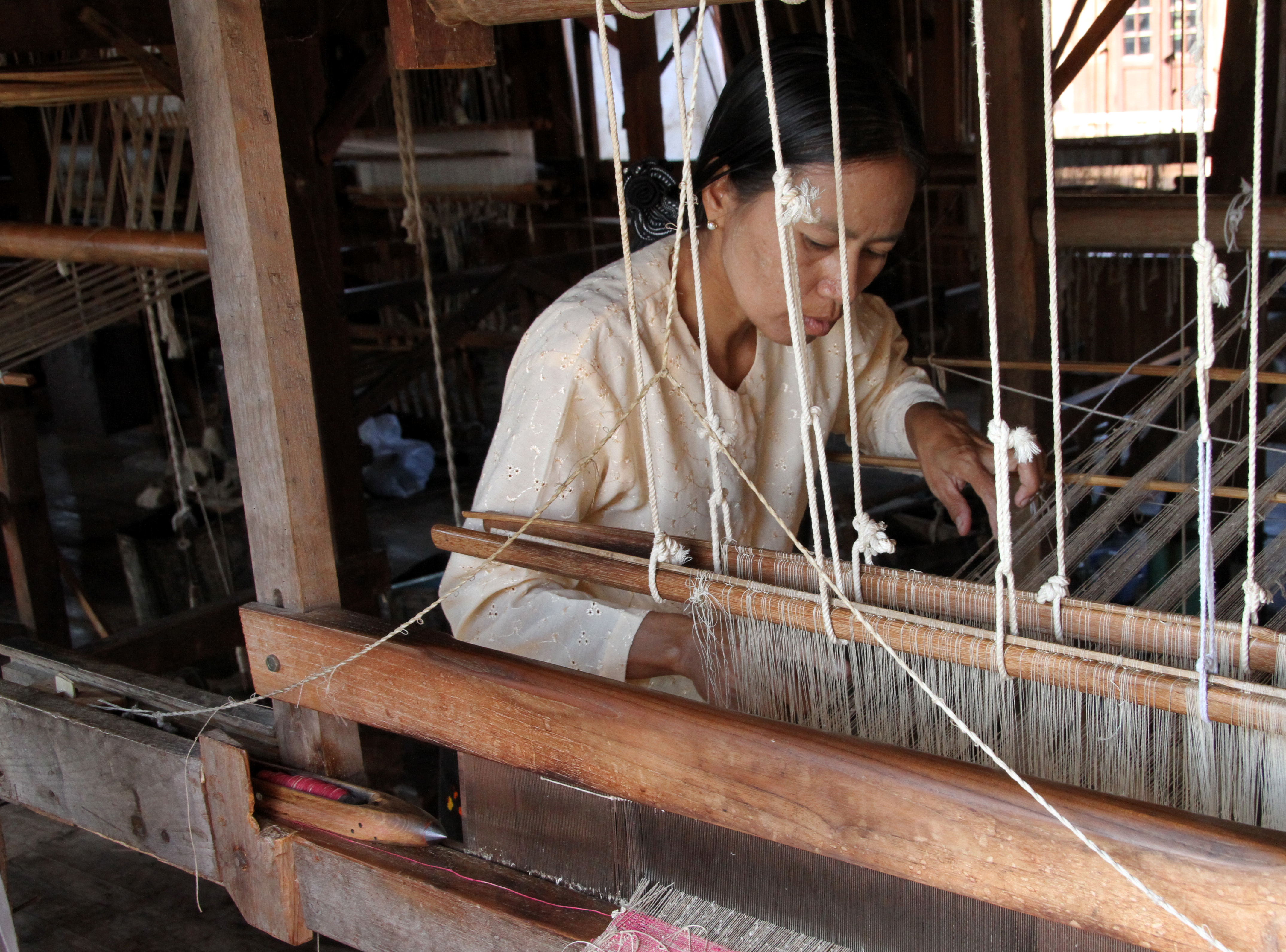
Weberin
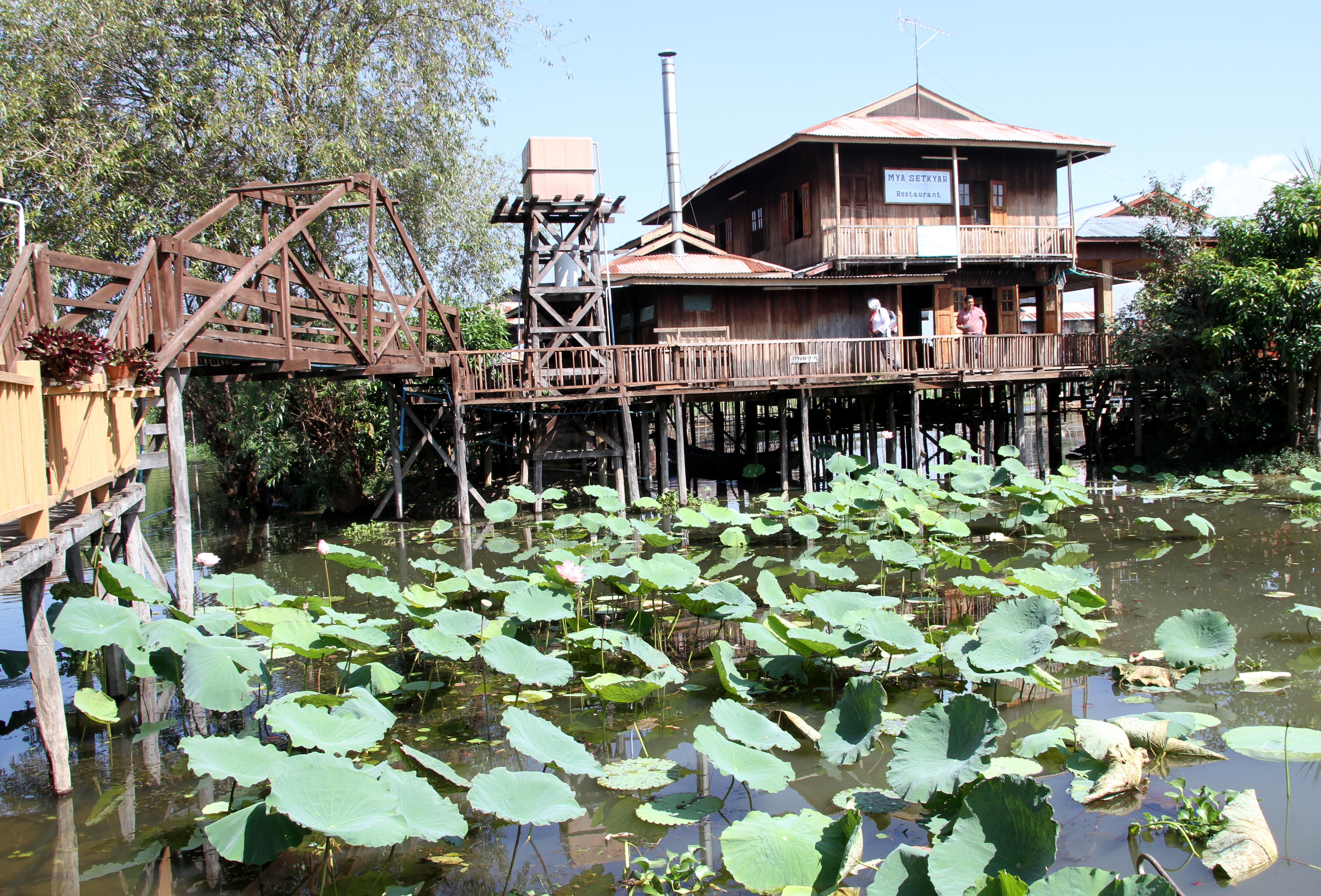
Lotus-Teich
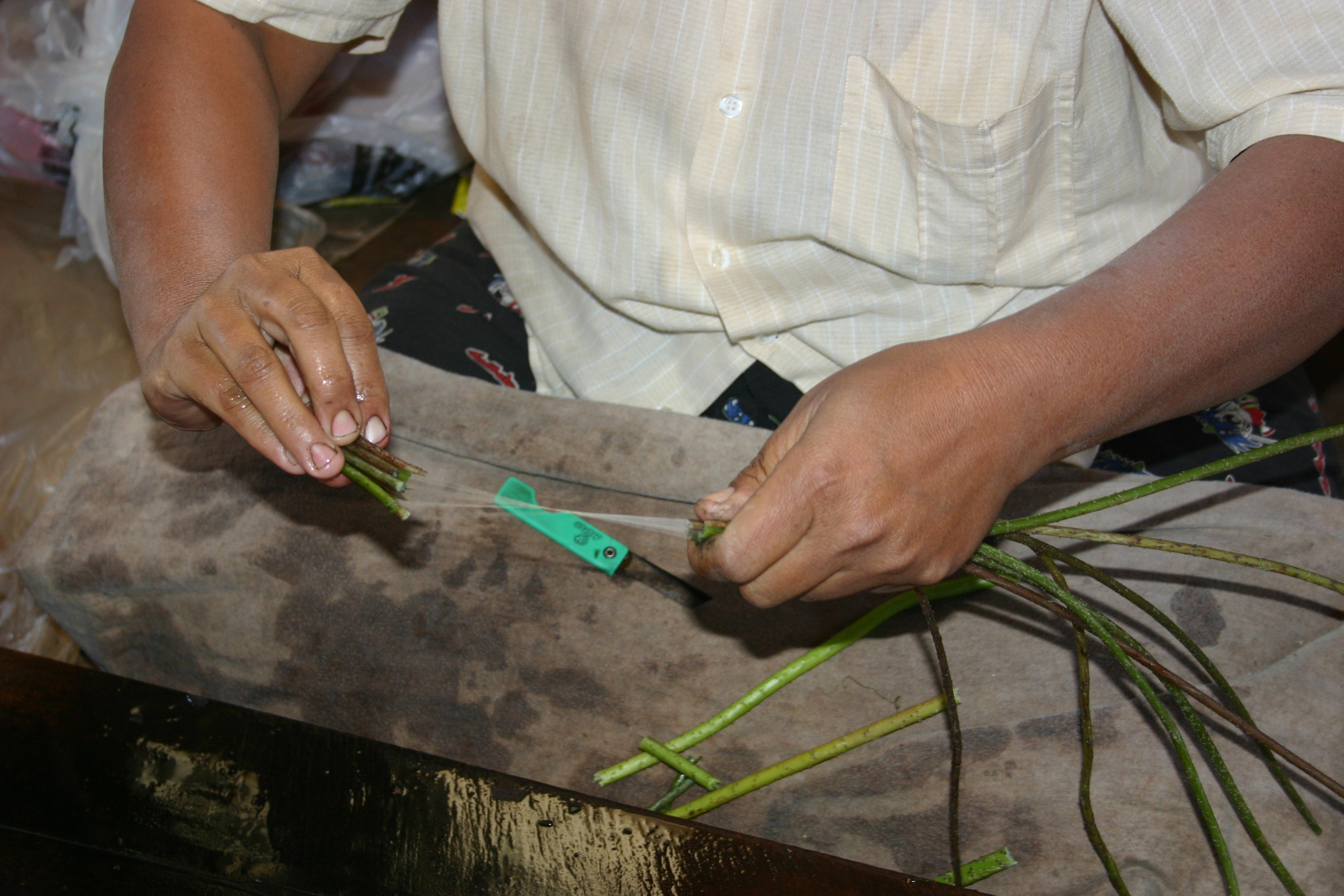
Gewinnung der Lotus-Fasern
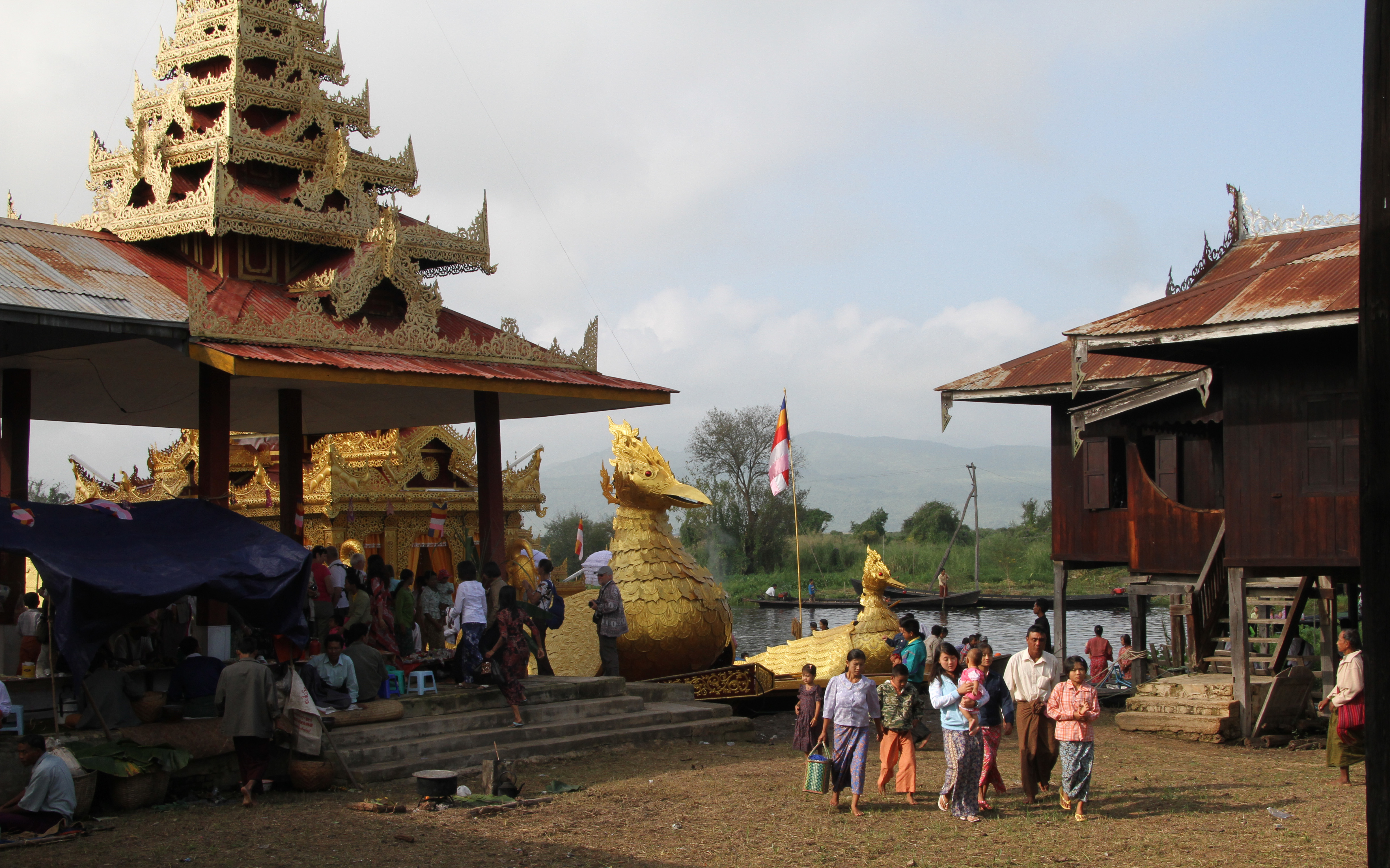
Königsbarke
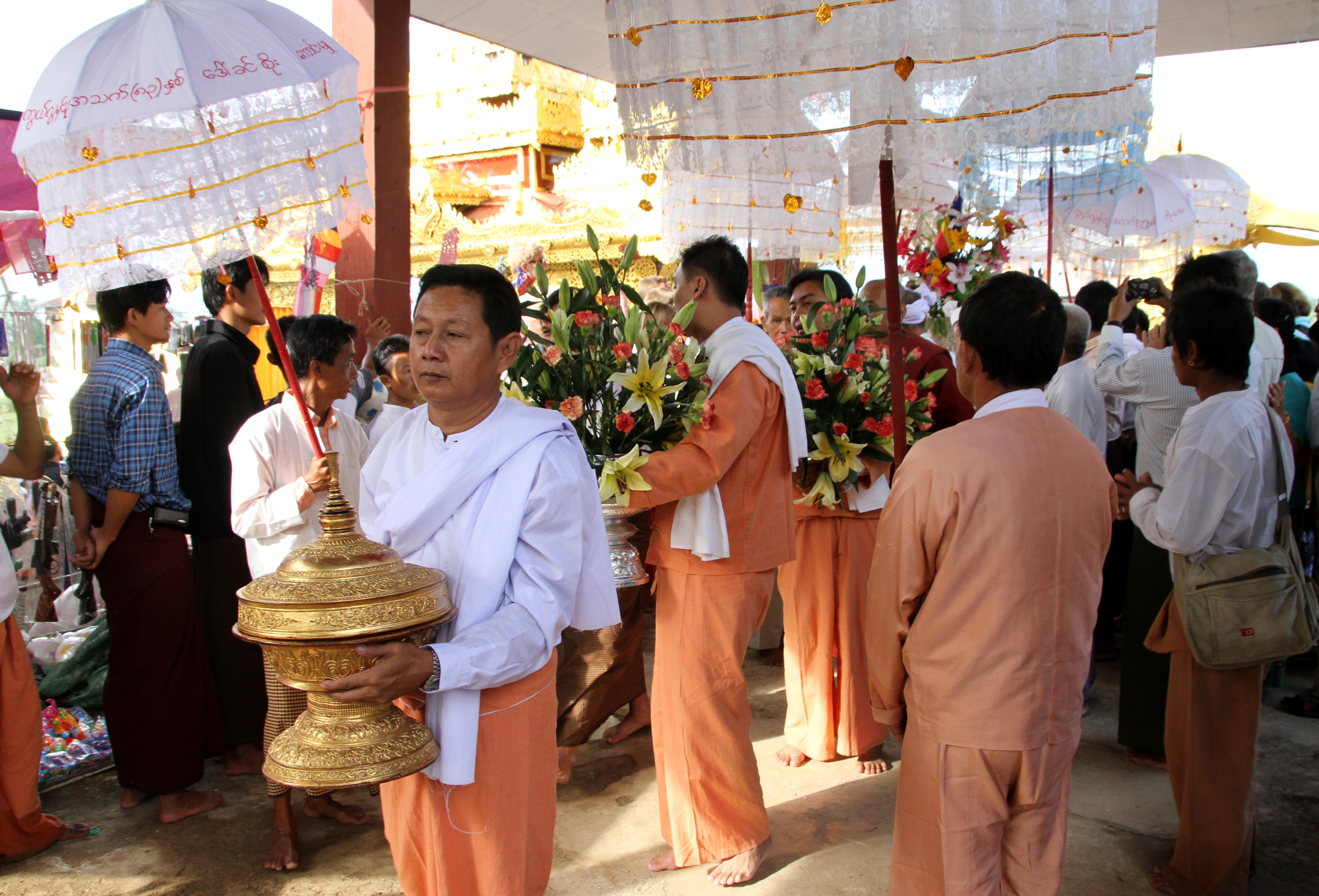
Ankunft der Buddhas
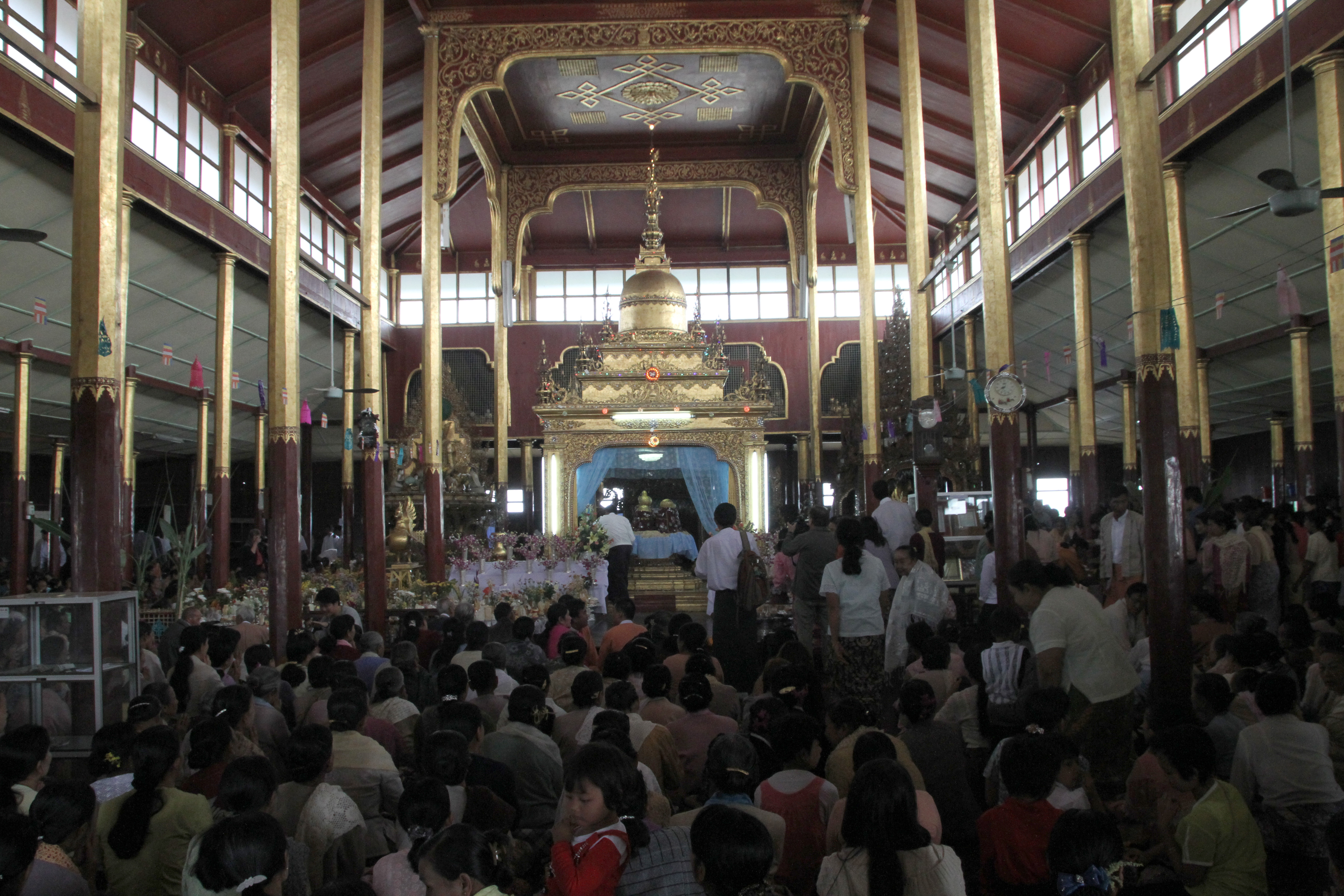
Fest in der Pagode
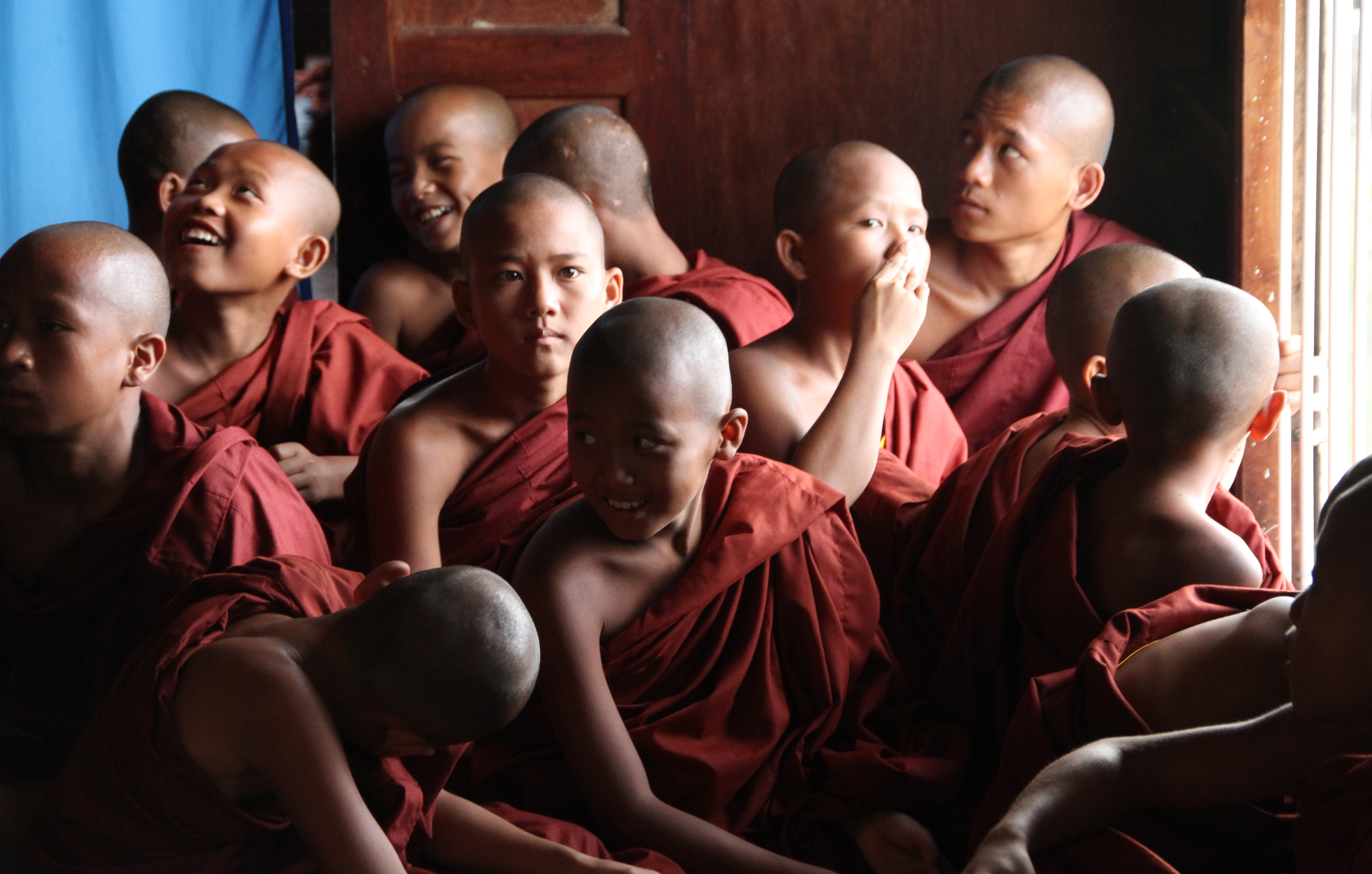
Junge Mönche
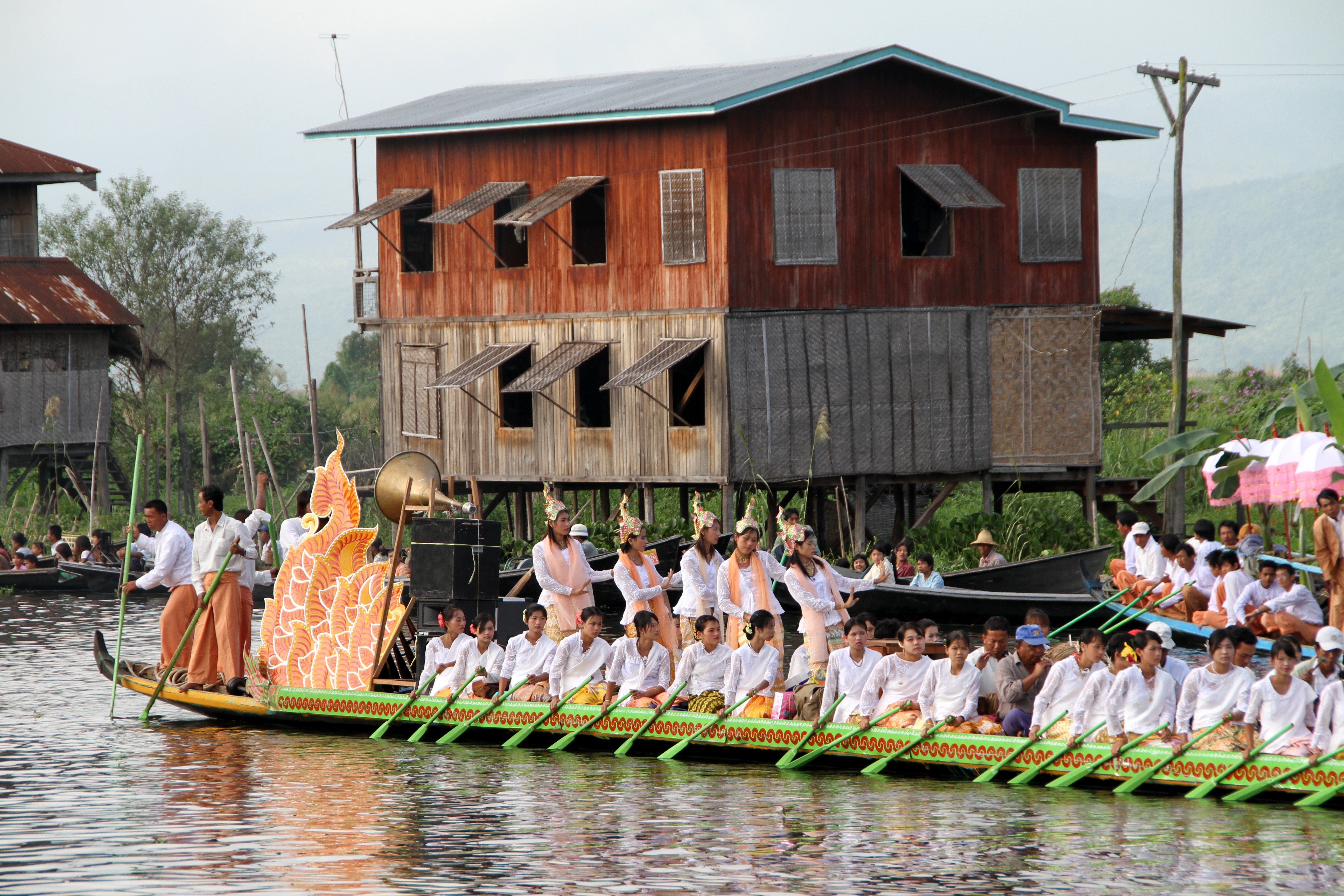
Festboot vor Weberei